# 魔犬

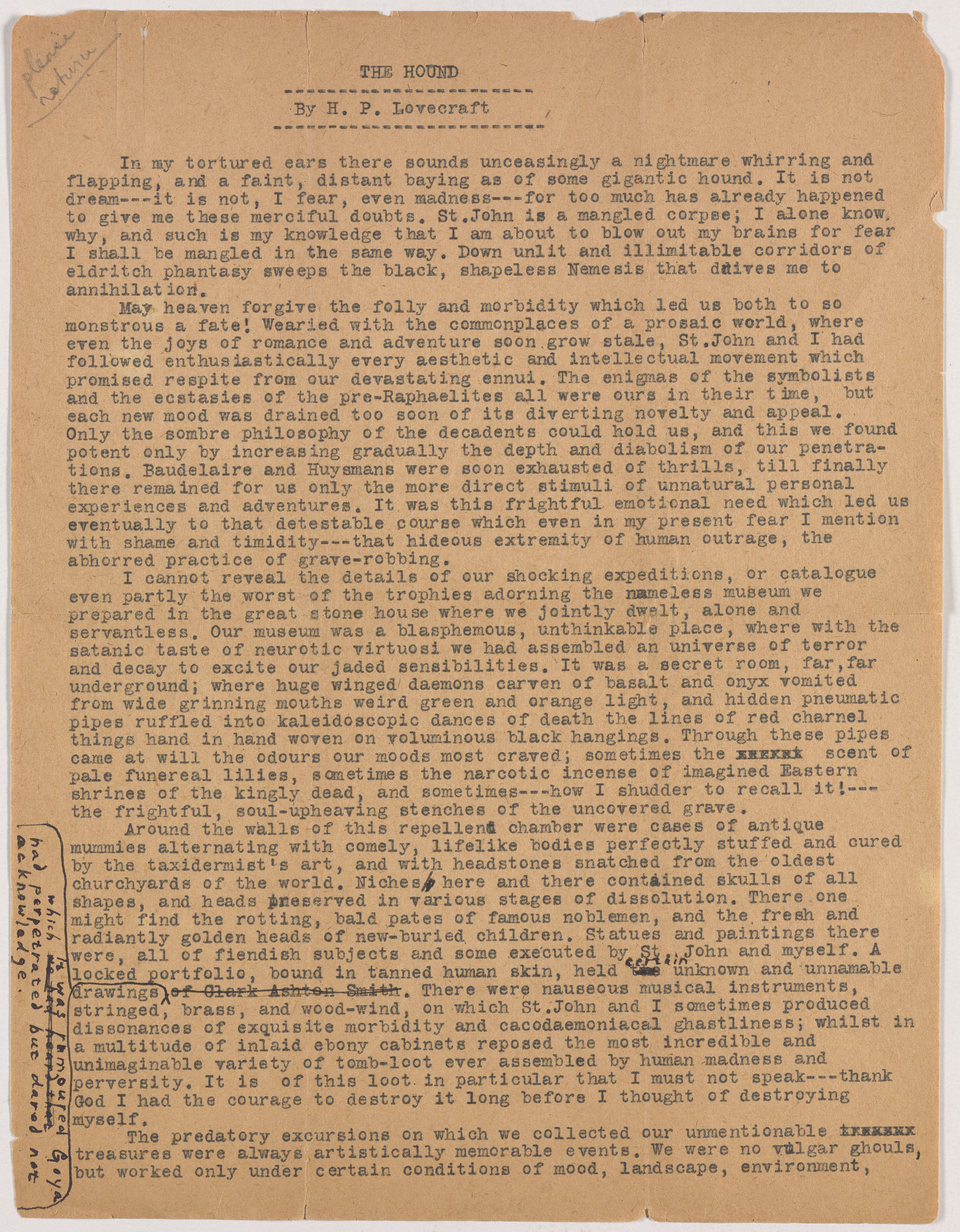
現行の1ページ目

『魔犬』（まけん、The Hound）は、ハワード・フィリップス・ラヴクラフトの小説。ラヴクラフト神話、クトゥルフ神話の一編。
1922年に執筆され、『ウィアード・テイルズ』1924年2月号に発表された後、同誌の1929年9月号に再録された。
本作は、墓泥棒が呪いによって破滅する様子が描かれている。
また、本作は「ネクロノミコン」が初めて登場した作品であり、著者がアブドゥル・アルハザードと同定された。

## あらすじ
わたしとセント・ジョンは何をやっても退屈としか思えず、荒れ地に家を借りて、2人で世捨て人の生活を始める。堕落した倒錯趣味にふけった2人は、墓場泥棒に楽しみを覚えるようになり、盗品を自宅に収集していた。
2人は次の目標を定め、オランダの教会墓地へと赴く。500年前、とある墳墓から魔力ある品を盗んだ者がこの墓地で何らかの獣の爪と歯に引き裂かれて死に、ここに埋葬されたという噂が立っていた。猟犬の遠吠えが聞こえる中、2人はその人物の墓から、翼の生えた猟犬またはスフィンクスのような翡翠製の魔除けを付けた遺体を見つける。おそらくは、ネクロノミコンに書かれている。中央アジアのレンの、屍食カルトの物だろう。お宝だ。
英国に戻って一週間。2人は身辺に何かの気配を覚える。また蝙蝠が異様に増えたようだ。そして、出かけていたセント・ジョンが、夜道で何らかの獣に襲われて、千々に引き裂かれる。悲鳴を聞いた私がかけつけたときにはもう虫の息で、「あの魔除け」「あの畜生」と言い残して息絶える。
わたしはここにいるのが怖くなり、コレクションを破棄して、翡翠の魔除けだけを持ち、ロンドンに移動する。だがロンドンの仮寓でも、遠吠えが聞こえ、つけられている気配があり、猟犬の気配がつきまとう。わたしはオランダへ渡る。翡翠の魔除けを墓に帰さないといけないと確信しつつ、それで許してもらえる保証はないとも思っていた。そして、道中の宿屋で、魔除けが盗まれたとき、私は絶望に襲われる。その翌朝、ある泥棒一家が、何者かに惨殺されたことを知る。
わたしは再びあの教会墓地に行き、墓を掘り返す。あの死者は、まるであざ笑っているような表情をして、あの翡翠を掴んでいた。わたしは逃げ出すが、吠え声と翼の音が追跡してくる。もはや恐怖に耐えきれなくなったわたしは拳銃自殺をする。

## 収録
- 創元推理文庫『ラヴクラフト全集5』大瀧啓裕訳「魔犬」
- 青心社文庫『クトゥルー4』大瀧啓裕訳「魔犬」
- 国書刊行会『定本ラヴクラフト全集2』佐藤嗣二訳「妖犬」
- 角川ホラー文庫『ラヴクラフト恐怖の宇宙史』荒俣宏訳「妖犬」
- 星海社FICTIONS『 『ネクロノミコン』の物語 新訳クトゥルー神話コレクション2』森瀬繚訳「猟犬」
- 新潮文庫『狂気の山脈にて クトゥルー神話傑作選』南條竹則訳「猟犬」

### コミカライズ
- ビームコミックス『魔犬 ラヴクラフト傑作集』田辺剛

## 関連作品
- 無名都市 - 1928年に執筆発表され、アブドゥル・アルハザードについて初めて言及があった。